# Cratere Bandfield
Bandfield è un cratere lunare di 1 km situato nella parte sud-occidentale della faccia nascosta della Luna.